# کیتسکوتی
کیتسکوتی (به انگلیسی: Kitscoty) یک منطقهٔ مسکونی در کانادا است که در آلبرتا واقع شده‌است. کیتسکوتی ۹۲۵ نفر جمعیت دارد و ۶۷۰ متر بالاتر از سطح دریا واقع شده‌است.